# Alburnoides nicolausi
Alburnoides nicolausi — вид коропоподібних риб роду Бистрянка (Alburnoides) родини Ялецеві (Leuciscidae). Вид мешкає у водоймах басейну річки Тигр в Ірані.